# Бернатово
Бернатово (пол. Biernatowo, нім. Ascherbude) — село в Польщі, у гміні Тшцянка Чарнковсько-Тшцянецького повіту Великопольського воєводства.
Населення — 191 особа (2011).
У 1975-1998 роках село належало до Пільського воєводства.

## Демографія
Демографічна структура станом на 31 березня 2011 року:
|          | Загалом | Допрацездатний вік | Працездатний вік | Постпрацездатний вік |
| -------- | ------- | ------------------ | ---------------- | -------------------- |
| Чоловіки | 108     | 34                 | 68               | 6                    |
| Жінки    | 83      | 17                 | 53               | 13                   |
| Разом    | 191     | 51                 | 121              | 19                   |